# Конкакафов златни куп 2015.
Конкакафов златни куп 2015. је било тринаесто издање Златног купа, фудбалског шампионата Северне Америке, Централне Америке и Кариба (KОНKАKАФ), и укупно 23. регионално првенство Конкакафа од постојања. Сједињене Државе и Канаде су биле земље домаћини. Само су два меча одиграна у Канади, чиме је први пут одигран Златни куп Конкакафау тој земљи.
Мексико је освојио шампионат након што је прошао четвртфинале и полуфинале у контроверзним околностима, победивши Јамајку, прву карипску нацију која је стигла до такве фазе, у финалу. Од судомаћина, Канада је елиминисана у групној фази, док су САД, браниоци титуле, изгубиле у полуфиналу од Јамајке. Такмичење је укључивало меч за треће место по први пут од 2003,  у којем је Панама победила Сједињене Државе.

## Учесници финала
На турнир се квалификовало укупно 12 екипа. Три места додељена су Северној Америци, четири Централној Америци и четири Карибима. Први пут су две укупно петопласиране екипе Карипске зоне и Централноамеричке зоне такмичиле се за коначни пласман на Златном купу Конкакафа. Раније је пет места додељено Централној Америци, а четири Карибима.
| Репрезентација                                                                           | Квалификација        | Наступи              | Задњи наступ         | Најбољи резултат                                  | Фифина ранг-листа    |
| Северноамеричка зона                                                                     | Северноамеричка зона | Северноамеричка зона | Северноамеричка зона | Северноамеричка зона                              | Северноамеричка зона |
| ---------------------------------------------------------------------------------------- | -------------------- | -------------------- | -------------------- | ------------------------------------------------- | -------------------- |
| Сједињене Државе (ТХ)                                                                    | Аутоматски           | 13.                  | 2013.                | Шампион (1991., 2002., 2005., 2007., 2013.)       | 27.                  |
| Мексико                                                                                  | Аутоматски           | 13.                  | 2013.                | Шампион (1993., 1996., 1998., 2003., 2009., 2011) | 23.                  |
| Канада                                                                                   | Аутоматски           | 12.                  | 2013.                | Шампион (2000)                                    | 109.                 |
| Централноамеричка зона квалификован преко Копа Центроамерикана 2014.                     |                      |                      |                      |                                                   |                      |
| Костарика                                                                                | Победник             | 12.                  | 2013.                | Другопласирани (2002)                             | 14.                  |
| Гватемала                                                                                | Другопласирани       | 10.                  | 2011.                | Четврто место (1996)                              | 93.                  |
| Панама                                                                                   | Треће место          | 7.                   | 2013.                | Другопласирани (2005., 2013)                      | 54.                  |
| Салвадор                                                                                 | Четврто место        | 9.                   | 2013.                | Четвртфинале (2002., 2003., 2011., 2013)          | 89.                  |
| Карипска зона квалификован преко Купа Кариба 2014.                                       |                      |                      |                      |                                                   |                      |
| Јамајка                                                                                  | Победник             | 9.                   | 2011.                | Треће место (1993)                                | 65.                  |
| Тринидад и Тобаго                                                                        | Другопласирани       | 9.                   | 2013.                | Треће место (2000)                                | 67.                  |
| Хаити                                                                                    | Треће место          | 6.                   | 2013.                | Четвртфинале (2002., 2009)                        | 76.                  |
| Куба                                                                                     | Четврто место        | 8.                   | 2013.                | Четвртфинале (2003., 2013)                        | 107.                 |
| Победник плеј-офа између карипске зоне 4. место и централноамеричке зоне 5. место (2015) |                      |                      |                      |                                                   |                      |
| Хондурас                                                                                 | Плеј-оф              | 12.                  | 2013.                | Другопласирани (1991)                             | 75.                  |

Болд означава да је одговарајући тим био домаћин догађаја.

## Стадиони
За турнир је коришћено укупно 14. стадиона. Конкакаф је објавио градове домаћине и места одржавања турнира 16. децембра 2014. године. Осим Линколн фајнаншнал фиелда у Филаделфији који је био домаћин финала и ППЛ Парка у Честеру који је био домаћин меча за треће место (обоје се налазе у градској области Филаделфије), осталих 12 локација су биле домаћини са по два меча. Распоред утакмица за нокаут рунду и додела финала су објављени 12. марта 2015. године.
| Ист Радерфорд         | Шарлот | Атланта | Балтимор | Филаделфија             |
| --------------------- | --- | --- | --- | ----------------------- |
| Стадион Метлајф       | Стадион Бенк оф Америка | Џорџија доум | Стадион Рејвенс парк | Линколн фајнаншиал филд |
| Капацитет: 82.566     | Капацитет: 74.455 | Капацитет: 74.228 | Капацитет: 71.008 | Капацитет: 69.176       |
| Четвртфинале          | Група Ц | Полуфинале | Четвртфинале | Финале                  |
|                       | | | |                         |
| Фоксборо              | САД КарсонГлендејлФрискоХјустонКанзас СитиЧикагоАтлантаШарлотБалтиморФиладелфијаИст РадерфордФоксбороЧестер Канада Торонто | САД КарсонГлендејлФрискоХјустонКанзас СитиЧикагоАтлантаШарлотБалтиморФиладелфијаИст РадерфордФоксбороЧестер Канада Торонто | САД КарсонГлендејлФрискоХјустонКанзас СитиЧикагоАтлантаШарлотБалтиморФиладелфијаИст РадерфордФоксбороЧестер Канада Торонто | Чикаго                  |
| Стадион Ђилет         | САД КарсонГлендејлФрискоХјустонКанзас СитиЧикагоАтлантаШарлотБалтиморФиладелфијаИст РадерфордФоксбороЧестер Канада Торонто | САД КарсонГлендејлФрискоХјустонКанзас СитиЧикагоАтлантаШарлотБалтиморФиладелфијаИст РадерфордФоксбороЧестер Канада Торонто | САД КарсонГлендејлФрискоХјустонКанзас СитиЧикагоАтлантаШарлотБалтиморФиладелфијаИст РадерфордФоксбороЧестер Канада Торонто | Солџер филд             |
| Капацитет: 68.756     | САД КарсонГлендејлФрискоХјустонКанзас СитиЧикагоАтлантаШарлотБалтиморФиладелфијаИст РадерфордФоксбороЧестер Канада Торонто | САД КарсонГлендејлФрискоХјустонКанзас СитиЧикагоАтлантаШарлотБалтиморФиладелфијаИст РадерфордФоксбороЧестер Канада Торонто | САД КарсонГлендејлФрискоХјустонКанзас СитиЧикагоАтлантаШарлотБалтиморФиладелфијаИст РадерфордФоксбороЧестер Канада Торонто | Капацитет: 63.500       |
| Група А               | САД КарсонГлендејлФрискоХјустонКанзас СитиЧикагоАтлантаШарлотБалтиморФиладелфијаИст РадерфордФоксбороЧестер Канада Торонто | САД КарсонГлендејлФрискоХјустонКанзас СитиЧикагоАтлантаШарлотБалтиморФиладелфијаИст РадерфордФоксбороЧестер Канада Торонто | САД КарсонГлендејлФрискоХјустонКанзас СитиЧикагоАтлантаШарлотБалтиморФиладелфијаИст РадерфордФоксбороЧестер Канада Торонто | Група Ц                 |
|                       | САД КарсонГлендејлФрискоХјустонКанзас СитиЧикагоАтлантаШарлотБалтиморФиладелфијаИст РадерфордФоксбороЧестер Канада Торонто | САД КарсонГлендејлФрискоХјустонКанзас СитиЧикагоАтлантаШарлотБалтиморФиладелфијаИст РадерфордФоксбороЧестер Канада Торонто | САД КарсонГлендејлФрискоХјустонКанзас СитиЧикагоАтлантаШарлотБалтиморФиладелфијаИст РадерфордФоксбороЧестер Канада Торонто |                         |
| Глендејл              | САД КарсонГлендејлФрискоХјустонКанзас СитиЧикагоАтлантаШарлотБалтиморФиладелфијаИст РадерфордФоксбороЧестер Канада Торонто | САД КарсонГлендејлФрискоХјустонКанзас СитиЧикагоАтлантаШарлотБалтиморФиладелфијаИст РадерфордФоксбороЧестер Канада Торонто | САД КарсонГлендејлФрискоХјустонКанзас СитиЧикагоАтлантаШарлотБалтиморФиладелфијаИст РадерфордФоксбороЧестер Канада Торонто | Карсон                  |
| Јуниверзити оф Финикс | САД КарсонГлендејлФрискоХјустонКанзас СитиЧикагоАтлантаШарлотБалтиморФиладелфијаИст РадерфордФоксбороЧестер Канада Торонто | САД КарсонГлендејлФрискоХјустонКанзас СитиЧикагоАтлантаШарлотБалтиморФиладелфијаИст РадерфордФоксбороЧестер Канада Торонто | САД КарсонГлендејлФрискоХјустонКанзас СитиЧикагоАтлантаШарлотБалтиморФиладелфијаИст РадерфордФоксбороЧестер Канада Торонто | Хоум дипо центар        |
| Капацитет: 63.400     | САД КарсонГлендејлФрискоХјустонКанзас СитиЧикагоАтлантаШарлотБалтиморФиладелфијаИст РадерфордФоксбороЧестер Канада Торонто | САД КарсонГлендејлФрискоХјустонКанзас СитиЧикагоАтлантаШарлотБалтиморФиладелфијаИст РадерфордФоксбороЧестер Канада Торонто | САД КарсонГлендејлФрискоХјустонКанзас СитиЧикагоАтлантаШарлотБалтиморФиладелфијаИст РадерфордФоксбороЧестер Канада Торонто | Капацитет: 30.510       |
| Група Ц               | САД КарсонГлендејлФрискоХјустонКанзас СитиЧикагоАтлантаШарлотБалтиморФиладелфијаИст РадерфордФоксбороЧестер Канада Торонто | САД КарсонГлендејлФрискоХјустонКанзас СитиЧикагоАтлантаШарлотБалтиморФиладелфијаИст РадерфордФоксбороЧестер Канада Торонто | САД КарсонГлендејлФрискоХјустонКанзас СитиЧикагоАтлантаШарлотБалтиморФиладелфијаИст РадерфордФоксбороЧестер Канада Торонто | Група Б                 |
|                       | САД КарсонГлендејлФрискоХјустонКанзас СитиЧикагоАтлантаШарлотБалтиморФиладелфијаИст РадерфордФоксбороЧестер Канада Торонто | САД КарсонГлендејлФрискоХјустонКанзас СитиЧикагоАтлантаШарлотБалтиморФиладелфијаИст РадерфордФоксбороЧестер Канада Торонто | САД КарсонГлендејлФрискоХјустонКанзас СитиЧикагоАтлантаШарлотБалтиморФиладелфијаИст РадерфордФоксбороЧестер Канада Торонто |                         |
| Хјустон               | Торонто | Фриско | Честер | Канзас Сити             |
| Стадион ПНЦ           | Стадион БМО | Стадион Тојота | Субару парк | Спортинг парк           |
| Капацитет: 22.039     | Капацитет: 30.991 | Капацитет: 20.500 | Капацитет: 18.500 | Капацитет: 18.467       |
| Група Б               | Група Б | Група А | Утакмица за 3. место | Група А                 |
|                       | | | |                         |

## Извлачење
Тимови носиоци који су водили сваку групу су објављени 16. децембра 2014: Сједињене Америчке Државе (Група А), Костарика (Група Б) и Мексико (Група Ц). Тимови који су носиоци одређени су на основу ФИФА ранг-листе од 27. новембра 2014 (приказано у заградама).
| Носиоци група                                         | Учесници                                          | Учесници                                      | Учесници                                 |
| ----------------------------------------------------- | ------------------------------------------------- | --------------------------------------------- | ---------------------------------------- |
| Костарика (16) · Мексико (20) · Сједињене Државе (28) | Тринидад и Тобаго (54) · Панама (56) · Хаити (68) | Јамајка (71) · Хондурас (72) · Гватемала (73) | Куба (79) · Салвадор (93) · Канада (110) |

Састави група и распоред турнира објавио је Конкакаф 12.03.2015..

## Састави
Иницијална привремена листа од 35 играча морала је да буде достављена Конкакафу пре 7. јуна 2015. Коначна листа са 23 играча требало је да буде достављена 27. јуна 2015. Три играча наведена на коначној листи морала су да буду голмани. Играчи наведени на коначној листи морали су да носе мајице са бројевима од 1 до 23, а број 1 резервисан је за голмана.
Тимовима који су се квалификовали за четвртфиналну фазу било је дозвољено да замене до шест играча. Замене су морале да буду именоване на привременој листи и добиле би мајице са бројевима између 24 и 29.
Повређеног играча са коначног списка могао би да замени други са привремене листе 24 сата пре прве утакмице његове репрезентације.

## Групна фаза
У четвртфинале су се пласирале две најбоље екипе из сваке групе и две најбоље трећепласиране екипе. Сва наведена времена утакмица су по источном летњем времену (ЕДТ).
Пласман сваке екипе у свакој групи одређен је на следећи начин:
1. Највећи број поена добијен у групним утакмицама
2. Гол разлика у свим утакмицама у групи
3. Највећи број постигнутих голова у свим групним утакмицама
4. Највећи број бодова добијен у групним утакмицама између дотичних тимова;
5. Извлачење жреба од стране Комисије за Златни куп

### Група А
| Pos | Тим              | О | П | Н | И | ГД | ГП | ГР | Бод. | Qualification         |
| --- | ---------------- | - | - | - | - | -- | -- | -- | ---- | --------------------- |
| 1   | Сједињене Државе | 3 | 2 | 1 | 0 | 4  | 2  | +2 | 7    | Кв. се за Нокаут фазу |
| 2   | Хаити            | 3 | 1 | 1 | 1 | 2  | 2  | 0  | 4    | Кв. се за Нокаут фазу |
| 3   | Панама           | 3 | 0 | 3 | 0 | 3  | 3  | 0  | 3    | Кв. се за Нокаут фазу |
| 4   | Хондурас         | 3 | 0 | 1 | 2 | 2  | 4  | −2 | 1    |                       |

| Панама                            | 1 : 1    | Хаити            |
| --------------------------------- | -------- | ---------------- |
| Алберто Абдиел Кинтеро Медина 55’ | Извештај | 85’ Дакенс Назон |

| Сједињене Државе      | 2 : 1    | Хондурас          |
| --------------------- | -------- | ----------------- |
| Клинт Демпси 25’, 64’ | Извештај | 68’ Карлос Дискуа |

| Хондурас       | 1 : 1    | Панама                                     |
| -------------- | -------- | ------------------------------------------ |
| Енди Нахар 81’ | Извештај | 20’ Луис Техада · 90+6’ 90+7’ Луис Енрикез |

| Сједињене Државе | 1 : 0    | Хаити |
| ---------------- | -------- | ----- |
| Клинт Демпси 46’ | Извештај |       |

| Хаити            | 1 : 0    | Хондурас |
| ---------------- | -------- | -------- |
| Дакенс Назон 13’ | Извештај |          |

| Панама         | 1 : 1    | Сједињене Државе |
| -------------- | -------- | ---------------- |
| Блас Перез 33’ | Извештај | 54’ Мајкл Бредли |

### Група Б
| Pos | Тим       | О | П | Н | И | ГД | ГП | ГР | Бод. | Qualification         |
| --- | --------- | - | - | - | - | -- | -- | -- | ---- | --------------------- |
| 1   | Јамајка   | 3 | 2 | 1 | 0 | 4  | 2  | +2 | 7    | Кв. се за Нокаут фазу |
| 2   | Костарика | 3 | 0 | 3 | 0 | 3  | 3  | 0  | 3    | Кв. се за Нокаут фазу |
| 3   | Салвадор  | 3 | 0 | 2 | 1 | 1  | 2  | −1 | 2    |                       |
| 4   | Канада    | 3 | 0 | 2 | 1 | 0  | 1  | −1 | 2    |                       |

| Костарика                         | 2 : 2    | Јамајка                              |
| --------------------------------- | -------- | ------------------------------------ |
| Рој Милер 33’ · Давид Рамирез 37’ | Извештај | 13’ Гарат Меклери · 48’ Џоби Мекануф |

| Салвадор | 0 : 0    | Канада |
| -------- | -------- | ------ |
|          | Извештај |        |

| Јамајка            | 1 : 0    | Канада |
| ------------------ | -------- | ------ |
| Родолф Остин 90+2’ | Извештај |        |

| Костарика       | 1 : 1    | Салвадор           |
| --------------- | -------- | ------------------ |
| Брајан Руиз 60’ | Извештај | 90+2’ Дастин Кореа |

| Јамајка                                  | 1 : 0    | Салвадор |
| ---------------------------------------- | -------- | -------- |
| Гарат Меклери 71’ · Дарен Матокс 45’ 80’ | Извештај |          |

| Канада | 0 : 0    | Костарика |
| ------ | -------- | --------- |
|        | Извештај |           |

### Група Ц
| Pos | Тим               | О | П | Н | И | ГД | ГП | ГР | Бод. | Qualification         |
| --- | ----------------- | - | - | - | - | -- | -- | -- | ---- | --------------------- |
| 1   | Тринидад и Тобаго | 3 | 2 | 1 | 0 | 9  | 5  | +4 | 7    | Кв. се за Нокаут фазу |
| 2   | Мексико           | 3 | 1 | 2 | 0 | 10 | 4  | +6 | 5    | Кв. се за Нокаут фазу |
| 3   | Куба              | 3 | 1 | 0 | 2 | 1  | 8  | −7 | 3    | Кв. се за Нокаут фазу |
| 4   | Гватемала         | 3 | 0 | 1 | 2 | 1  | 4  | −3 | 1    |                       |

| Тринидад и Тобаго                                  | 3 : 1    | Гватемала       |
| -------------------------------------------------- | -------- | --------------- |
| Шелдон Бато 11’ · Кордел Като 14’ · Џовин Џонс 26’ | Извештај | 61’ Карлос Руиз |

| Мексико                                                                                     | 6 : 0    | Куба |
| ------------------------------------------------------------------------------------------- | -------- | ---- |
| Орибе Пералта 16’, 36’, 61’ · Карлос Вела 22’ · Андрес Гвардадо 43’ · Ђовани дос Сантос 74’ | Извештај |      |

| Тринидад и Тобаго                  | 2 : 0    | Куба |
| ---------------------------------- | -------- | ---- |
| Шелдон Бато 16’ · Андре Букауд 41’ | Извештај |      |

| Гватемала                     | 0 : 0    | Мексико |
| ----------------------------- | -------- | ------- |
| Хосе Мануел Контрерас 73’ 76’ | Извештај |         |

| Куба             | 1 : 0    | Гватемала |
| ---------------- | -------- | --------- |
| Мајкел Рејес 72’ | Извештај |           |

| Мексико                                                                          | 4 : 4    | Тринидад и Тобаго                                               |
| -------------------------------------------------------------------------------- | -------- | --------------------------------------------------------------- |
| Пол Агилар 32’ · Карлос Вела 51’ · Андрес Гвардадо 88’ · Кенвајн Џонс 90’ (а.г.) | Извештај | 55’, 67’ Керон камингс · 58’ Кенвајн Џонс · 90+3’ Јоханс Маршал |

### Рангирање трећепласираних репрезентација
| Pos | Г | Тим      | О | П | Н | И | ГД | ГП | ГР | Бод. | Qualification         |
| --- | - | -------- | - | - | - | - | -- | -- | -- | ---- | --------------------- |
| 1   | А | Панама   | 3 | 0 | 3 | 0 | 3  | 3  | 0  | 3    | Кв. се за Нокаут фазу |
| 2   | Ц | Куба     | 3 | 1 | 0 | 2 | 1  | 8  | −7 | 3    | Кв. се за Нокаут фазу |
| 3   | Б | Салвадор | 3 | 0 | 2 | 1 | 1  | 2  | −1 | 2    |                       |

## Нокаут фаза
У нокаут фази, осам тимова је играло турнир са једном елиминацијом, по следећим правилима:
- У четвртфиналу тимови из исте групе нису могли да играју међусобно.
- У свим мечевима, ако је било нерешено после 90 минута, играло се 30 минута надокнаде. Ако се после продужетака и даље изједначи, победник је коришћен извођењем једанаестераца.

|  | Четвртфинале           | Четвртфинале      |                       |       | Полуфинале              | Полуфинале              |  |  | Финале | Финале |
|  |                        |                   |                       |       |                         |                         |  |  |        |        |
|  | 18. јул – Балтимор     |                   |                       |       |                         |                         |  |  |        |        |
|  |                        |                   |                       |       |                         |                         |  |  |        |        |
|  | Сједињене Државе       | 6                 |                       |       |                         |                         |  |  |        |        |
|  | Сједињене Државе       | 6                 | 22. јул – Атланта     |       |                         |                         |  |  |        |        |
|  | Куба                   | 0                 |                       |       |                         |                         |  |  |        |        |
|  | Куба                   | 0                 | Сједињене Државе      | 1     |                         |                         |  |  |        |        |
|  | 18. јул – Балтимор     |                   | Сједињене Државе      | 1     |                         |                         |  |  |        |        |
|  |                        | Јамајка           | 2                     |       |                         |                         |  |  |        |        |
|  | Хаити                  | Јамајка           | 2                     | 0     |                         |                         |  |  |        |        |
|  | Хаити                  |                   | 26. јул – Филаделфија | 0     |                         |                         |  |  |        |        |
|  | Јамајка                | 1                 |                       |       |                         |                         |  |  |        |        |
|  | Јамајка                | 1                 | Јамајка               | 1     |                         |                         |  |  |        |        |
|  | 19. јул – Ист Хартфорд |                   | Јамајка               | 1     |                         |                         |  |  |        |        |
|  |                        | Мексико           | 3                     |       |                         |                         |  |  |        |        |
|  | Тринидад и Тобаго      | Мексико           | 3                     | 1 (5) |                         |                         |  |  |        |        |
|  | Тринидад и Тобаго      | 22. јул – Атланта |                       | 1 (5) |                         |                         |  |  |        |        |
|  | Панама (пен.)          | 1 (6)             |                       |       |                         |                         |  |  |        |        |
|  | Панама (пен.)          | 1 (6)             | Панама                | 1     |                         |                         |  |  |        |        |
|  | 19. јул – Ист Хартфорд |                   | Панама                | 1     |                         |                         |  |  |        |        |
|  |                        | Мексико (п.с.н.)  | 2                     |       | Утакмица за треће место | Утакмица за треће место |  |  |        |        |
|  | Мексико (п.с.н.)       | Мексико (п.с.н.)  | 2                     | 1     | Утакмица за треће место | Утакмица за треће место |  |  |        |        |
|  | Мексико (п.с.н.)       |                   | 25. јул – Честер      | 1     |                         |                         |  |  |        |        |
|  | Костарика              | 0                 |                       |       |                         |                         |  |  |        |        |
|  | Костарика              | 0                 | Сједињене Државе      | 1 (2) |                         |                         |  |  |        |        |
|  |                        |                   |                       |       |                         |                         |  |  |        |        |
|  | Панама (пен.)          | 1 (3)             |                       |       |                         |                         |  |  |        |        |
|  | Панама (пен.)          | 1 (3)             |                       |       |                         |                         |  |  |        |        |

Голови постигнути у продужецима обележени су као (п.с.н.), и пенали су обележени као (пен.).
Сва времена су у (UTC-4).

### Четвртфинале
| Сједињене Државе                                                                               | 6 : 0    | Куба |
| ---------------------------------------------------------------------------------------------- | -------- | ---- |
| - Клинт Демпси 4’, 64’ (пен.), 78’ - Гајаси Зардес 15’ - Арон Јохансон 32’ - Омар Гонзалез 45’ | Извештај |      |

| Хаити | 0 : 1    | Јамајка         |
| ----- | -------- | --------------- |
|       | Извештај | - Џилс Барнс 6’ |

| Тринидад и Тобаго | 1 : 1 (п. с. н.) | Панама |
| --- | ---------------- | --- |
| - Кенвајн Џонс 53’ | Извештај         | - Луис Техада 36’ |
| Пенали |                  | |
| - Атаулах Гера - Шелдон Бате - Џовин Џонс - Мекел Вилијамс - Кенвајн Џонс - Раданхаф Абу Бакир - Даниел Сајрус - Андре Букуд - Лестер Пелтер | 5 : 6            | - Роман Торес - Габријел Торес - Ерик Дејвис - Абдијел Аројо - Армандо Купер - Аролд Камингс - Алберто Кинтеро - Блас Перез - Валентин Пиментел |

| Мексико                         | 1 : 0 (п. с. н.) | Костарика |
| ------------------------------- | ---------------- | --------- |
| - Андрес Гвардадо 120+4’ (пен.) | Извештај         |           |

### Полуфинале
| Сједињене Државе   | 1 : 2    | Јамајка                            |
| ------------------ | -------- | ---------------------------------- |
| - Мајкл Бредли 47’ | Извештај | - Дарен Матокс 30’ - Џил Барнс 35’ |

| Панама            | 1 : 2 (п. с. н.) | Мексико                                        |
| ----------------- | ---------------- | ---------------------------------------------- |
| - Роман Торес 57’ | Извештај         | - Андрес Гвардадо 90+10’ (пен.), 105+1’ (пен.) |

### Утакмица за треће место
| Сједињене Државе                                                                | 1 : 1 (п. с. н.) | Панама                                                        |
| ------------------------------------------------------------------------------- | ---------------- | ------------------------------------------------------------- |
| - Клинт Демпси 70’                                                              | Извештај         | - Роберто Нурс 55’                                            |
| Пенали                                                                          |                  |                                                               |
| - Арон Јохансон - Клинт Демпси - Фабијан Џонсон - Мајкл Бредли - Дамаркус Бесли | 2 : 3            | - Роман Торес - Абдијел Аројо - Армандо Купер - Аролд Камингс |

### Финале
| Јамајка            | 1 : 3    | Мексико                                                             |
| ------------------ | -------- | ------------------------------------------------------------------- |
| - Дарен Матокс 78’ | Извештај | - Андрес Гвардадо 31’ - Хесус Мануел Корона 46’ - Орибе Пералта 60’ |

| Јамајка | Мексико |

## Статистика

### Голгетери
7. голова
- Клинт Демпси

6. голова
- Андрес Гвардадо

4. гола
- Орибе Пералта

### Достигнућа
| Најбољи играч Андрес Гвардадо | Победник Конкакафовог златног купа 2015. Мексико 7° титула | Најбољи стрелац Клинт Демпси (7. голова) |